# Volker Roth
Volker Roth (* 1. Februar 1942 in Chemnitz; † 17. Februar 2025) war ein deutscher Fußballschiedsrichter. Von 1995 bis 2010 war er Vorsitzender des DFB-Schiedsrichterausschusses. Daneben war Roth Mitglied der UEFA-Schiedsrichterkommission.

## Leben
Roth übernahm nach dem Tod seines Vaters Fritz Walter Roth die Inhaberschaft der F. Walter Roth KG, Eisen- und Sanitär-Großhandlung in Salzgitter-Lebenstedt am 2. November 1970.
Am 6. Mai 1972 leitete Roth mit der Partie VfB Stuttgart gegen den 1. FC Köln sein erstes Bundesligaspiel. Ab der Saison 1974/75 bis 1986 wurde er regelmäßig im bundesdeutschen Fußball-Oberhaus eingesetzt. Internationale Höhepunkte waren die Europameisterschaft 1984 in Frankreich und die Weltmeisterschaft 1986 in Mexiko, die den Abschluss seiner aktiven Schiedsrichterkarriere bedeuteten. Bei der EM 1984 wurde ihm die Ehre zuteil, in Paris das Eröffnungsspiel zwischen Gastgeber Frankreich und Dänemark zu leiten. Bei diesem Spiel stellte er Frankreichs Verteidiger Manuel Amoros aufgrund eines Kopfstoßes gegen den sitzenden Jesper Olsen vom Platz, was ihm in Frankreich Kritik einbrachte. Bei der WM 1986 leitete er zunächst das Vorrundenspiel zwischen England und Portugal, dann die Achtelfinalpartie zwischen Brasilien und Polen.
Roth leitete außerdem das DFB-Pokalfinale 1984 FC Bayern München gegen
Borussia Mönchengladbach und das Finalrückspiel im UEFA-Pokal 1983/84 RSC Anderlecht gegen Tottenham Hotspur.
Sein letztes Bundesligaspiel am 22. April 1986 im Bremer Weserstadion zwischen Werder Bremen und dem FC Bayern München sorgte für viel Gesprächsstoff. Die Bremer hätten mit einem Sieg einen Spieltag vor Saisonende erstmals seit 1965 die Meisterschaft an die Weser geholt. Beim Stand von 0:0 gab Roth in der 90. Spielminute einen umstrittenen Handelfmeter für Werder. Michael Kutzop, der als sicherster Elfmeterschütze der Liga galt, schoss den Strafstoß gegen den Pfosten. Bremen vergab am letzten Spieltag die letzte Chance, Meister zu werden; den Titel 1986 sicherten sich die Bayern.
Nach seiner aktiven Laufbahn blieb Roth als Schiedsrichterausbilder dem DFB erhalten. Bis zum 21. Mai 2010 war er Vorsitzender des DFB-Schiedsrichterausschusses, der sich ab 2005 unter anderem mit dem Wettskandal um den Berliner Schiedsrichter Robert Hoyzer befassen musste. Roth war Träger der Goldenen Ehrennadel des DFB.
Bis zu seinem Tod am 17. Februar 2025 im Alter von 83 Jahren blieb er aktiver Geschäftsleiter der F. Walter Roth KG.